# William Denman Eberle
William Denman Eberle (* 5. Juni 1923 in Boise, Idaho; † 3. April 2008 in Concord, Massachusetts) war ein US-amerikanischer Wirtschaftsmanager, Politiker der Republikanischen Partei sowie Handelsvertreter der Vereinigten Staaten während der Amtszeit von US-Präsident Richard Nixon.

## Leben

### Studium, Politiker und Wirtschaftsmanager
Nach dem Schulbesuch begann Eberle 1941 ein Studium an der Stanford University, unterbrach dieses aber 1943, um nach einer Ausbildung zum Offizier während des Zweiten Weltkrieges seinen Militärdienst in der US Navy abzuleisten.
Nach dem Zweiten Weltkrieg setzte er sein Studium an der Stanford University fort und absolvierte anschließend ein postgraduales Studium der Wirtschaftswissenschaft und Rechtswissenschaft an der Harvard University. Nach Abschluss des Studiums kehrte er 1950 in seine Geburtsstadt Boise zurück, wo er sich als Rechtsanwalt niederließ.
Kurz darauf begann er auch eine Laufbahn als Politiker in der Republikanischen Partei und gewann 1953 die Wahl zum Mitglied in das Repräsentantenhaus von Idaho. 1957 wurde er zunächst Mehrheitsführer (Majority Leader), ehe er in seinem letzten Amtsjahr 1961 Sprecher des Repräsentantenhauses war.
Ebenfalls 1957 half Eberle Robert V. Hansberger, einem Kommilitonen von der Harvard University, bei dem Zusammenschluss von Firmen, die zur Gründung des Zellstoff- und Papierunternehmens Boise Cascade führte. Nachdem er 1961 aus dem Repräsentantenhaus von Idaho ausgeschieden war, wurde er hauptberuflich Manager bei Boise Cascade und war zuletzt von 1959 bis 1966 Vizepräsident des Unternehmens. 1966 wechselte er als Präsident zu dem Mischkonzern American Standard Companies, wo er 1967 zum Chief Executive Officer (CEO) und schließlich 1971 zum Vorstandsvorsitzenden aufstieg.
Daneben war er von 1969 bis 1974 Mitglied des Beratergremiums der Wirtschaftswissenschaftlichen Fakultät der Stanford University (Stanford Business School).

### US-Handelsvertreter und Rückkehr in die Privatwirtschaft
Eberle wurde im November 1971 von US-Präsident Richard Nixon zum Handelsvertreter der Vereinigten Staaten im Range eines Botschafters ernannt.
Seine Berufung erfolgte damit zu einer Zeit als die US-amerikanische Wirtschaft wegen Inflation, Rezession und Vietnamkrieg Rückschläge erlitt. Die Politik der Nachkriegszeit, die den wirtschaftlichen Neuaufbau in Europa und Japan förderte, trug auch zu einem wachsenden weltweiten wirtschaftlichen Wettbewerb und damit zu einer Konkurrenz für die US-amerikanischen Unternehmen bei, die zusätzlich durch feste Wechselkurse betroffen waren, die den US-Dollar künstlich hoch hielten.
Unermüdlich, wenngleich mit beschränktem Erfolg drängte Eberle Handelspartner dazu, US-amerikanischen Landwirten und Unternehmen mehr Zugang zu überseeischen Märkten zu geben, die durch Zölle, bilaterale Abkommen Europas mit früheren Kolonien sowie anderen Barrieren geschützt waren. Er trug zu einer Abwertung des US-Dollars bei, die dazu führte, dass amerikanische Exporte vom Preis her wettbewerbsfähiger wurden. Andererseits musste er gegen isolationistische Stimmen im Heimatland kämpfen und arbeitete zugleich an der Darstellung ausländischer Perspektiven für die US-Wirtschaft.
Zuletzt war er zwischen 1973 und 1974 auch Kabinettsdirektor für Internationale Wirtschaftspolitik und als solcher ein aktiver Befürworter der 1974 begonnenen Tokio-Runde des Allgemeinen Zoll- und Handelsabkommens (GATT).
Im Dezember 1974 legte er sein Amt als US-Handelsvertreter nieder und damit vier Monate nachdem Präsident Nixon wegen der Watergate-Affäre zurücktreten musste.
Nachdem er die US-Bundesregierung verlassen hatte, wurde er Präsident der Automobile Manufacturers Association, einer zwischen 1911 und 1999 bestehenden Handelsgesellschaft der US-Automobilindustrie. Im Anschluss war Eberle Präsident des US-Rates der Internationalen Handelskammer in Paris und Vorsitzender von deren Kommission für handelsbezogene Angelegenheiten, ehe er schließlich den Schwerpunkt seiner wirtschaftlichen Tätigkeiten als Unternehmensberater setzte.
Zwischen 1986 und 1994 war er außerdem Vorsitzender der US-Japan-Stiftung. Ihm zu Ehren ist darüber hinaus die William D. Eberle Professur für Internationale Wirtschaft an der Stanford University benannt.